# Istanbul, mission impossible
Pour plus de détails, voir Fiche technique et Distribution.
Istanbul, mission impossible (Target: Harry) est un film américain réalisé par Roger Corman, sorti en 1969.

## Synopsis
Un ancien détenu récemment libéré de prison, ancien pilote de ligne, accepte de transporter un passager jusqu'à Istanbul. Lorsque celui-ci est assassiné, toutes les convoitises se tournent alors vers le repenti. Il est soupçonné d'avoir volé pour son compte les planches à billets de grande valeur que son client détenait.

## Fiche technique
- Titre français : Istanbul, mission impossible
- Titre original : Target: Harry
- Réalisation : Roger Corman (crédité Henry Neill)
- Scénario : Bob Barbash
- Musique : Les Baxter
- Photographie : Patrice Pouget
- Montage : Monte Hellman
- Production : Gene Corman
- Société de production : The Corman Company
- Société de distribution : International Film Organization
- Pays :  États-Unis
- Langue : Anglais
- Format : Couleurs - Mono - 35 mm - 1.85:1
- Genre : Thriller
- Durée : 83 min

## Distribution
- Vic Morrow (VF : Georges Berthomieu) : Harry Black
- Suzanne Pleshette : Diane Reed
- Victor Buono : Mosul Rashi
- Michael Ansara (VF : Pierre Hatet) : Major Milos Segora
- Cesar Romero : Le lieutenant George Duval
- Charlotte Rampling : Ruth Carlyle
- Stanley Holloway : Jason Carlyle
- Milton Reid : Kemal
- Christian Barbier : Sulley Boulez
- Ahna Capri : Francesca

## Autour du film
- Charlotte Rampling a déclaré n'avoir aucun souvenir de ce tournage. Après la mort de sa sœur, elle a fui vers le premier tournage qui s'offrait à elle pour se changer les idées, et ce fut ce film-ci[1].